# Kati Kovács

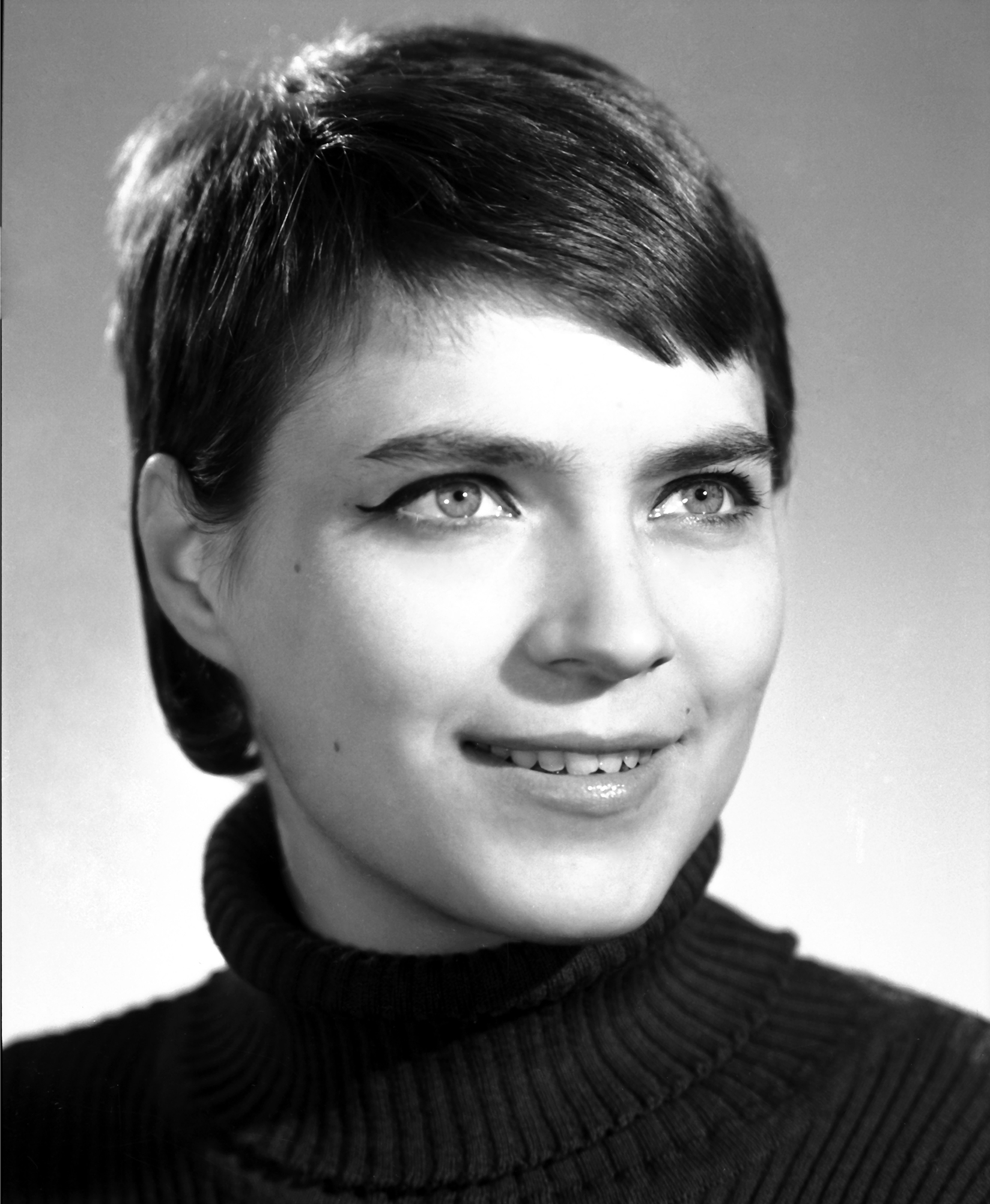
Kati Kovács

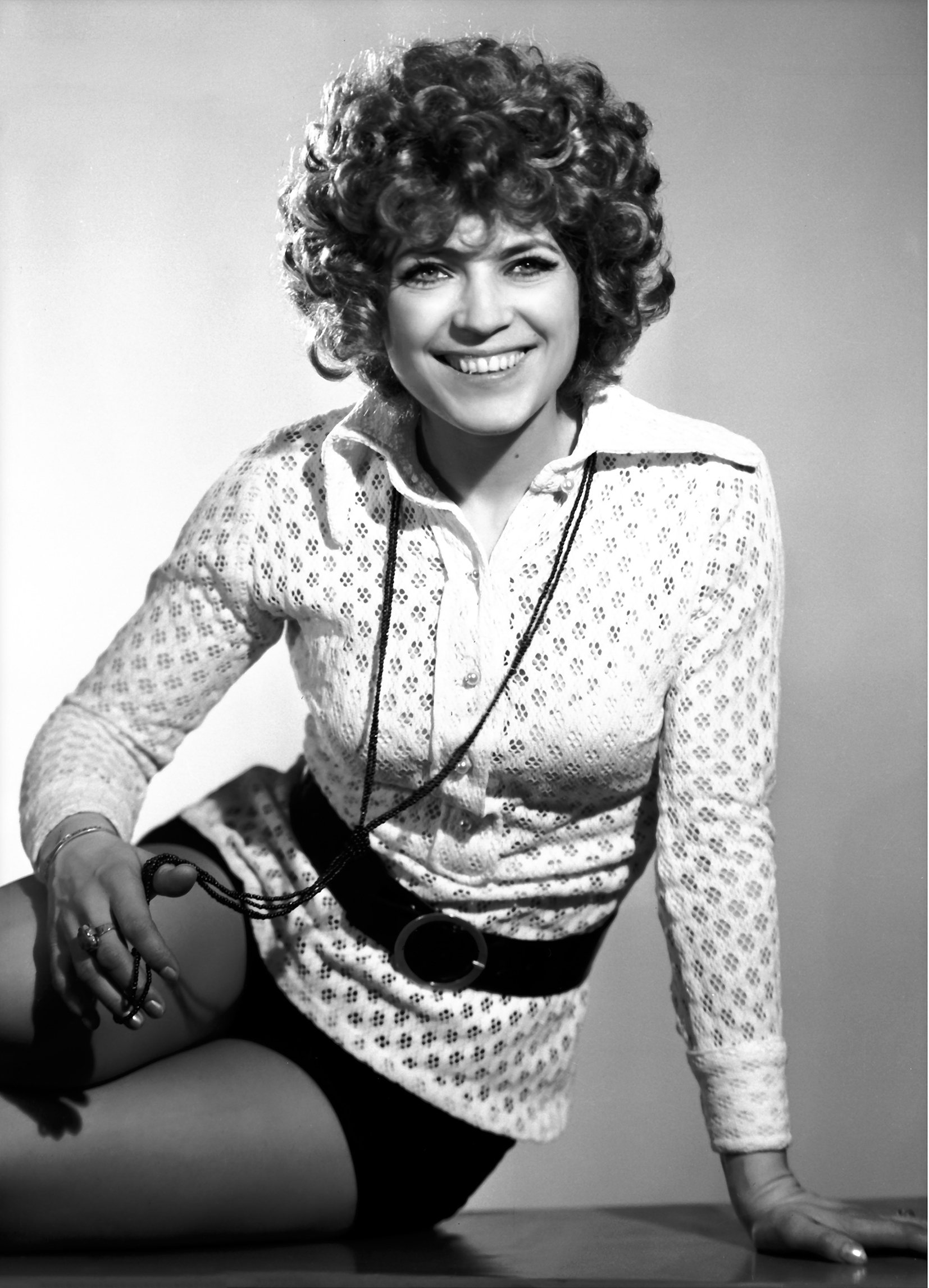
Kati Kovács

Kati Kovács (* 25. Oktober 1944 in Verpelét, Ungarn) ist eine ungarische Sängerin und Schauspielerin, die in den 1970er Jahren in der DDR zu den beliebtesten Interpretinnen gehörte.
Kovács arbeitete zunächst als Zahnarzthelferin und begann nebenher ein Studium der Jazzmusik am Budapester Konservatorium. 1965 gewann sie einen ungarischen Liederwettbewerb und erhielt darauf ihren ersten Plattenvertrag. Anfangs trat sie sowohl als Sängerin als auch als Schauspielerin in zahlreichen ungarischen Spielfilmen auf. Das ungarische Schlagerfestival gewann sie 1966 und 1972. 1972 siegte sie auch beim Schlagerfestival in Dresden. Damals präsentierte sie einen ihrer größten Hits, Wind komm, bring Regen her. In der Folgezeit nahm sie Schallplatten in verschiedenen Sprachen aus den Bereichen Pop, Rock und Disco auf, so konnte sie unter anderem im Vereinigten Königreich und Japan Erfolge verbuchen. Seit dem Ende der 1970er Jahre konzentrierten sich ihre Veröffentlichungen wieder auf ihr Heimatland, wo sie bis heute auftritt.